# Karl Statz
Karl Ludwig Statz (* 5. Dezember 1886 in Schöneberg bei Berlin; † 22. Juni 1962 in Unkel) war ein deutscher Verwaltungsjurist, preußischer Regierungsrat und Landrat der Landkreise Sankt Goar und Koblenz.

## Leben und Herkunft

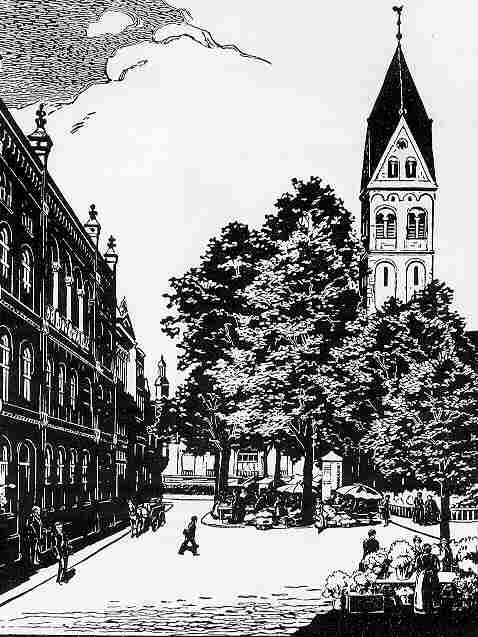
Apostelgymnasium Köln

Der römisch-katholische Karl Statz war ein Sohn des Architekten und Geheimen Erzdiözesanrats Franz Statz und dessen Ehefrau Luise Statz geb. Bigge. Nach dem Besuch des Apostelgymnasiums in Köln und der im Jahr 1906 abgelegten Reifeprüfung absolvierte er ein Studium der Rechtswissenschaften an der Albert-Ludwigs-Universität Freiburg, der Friedrich-Wilhelms-Universität Berlin, der Ludwig-Maximilians-Universität München und der Rheinischen Friedrich-Wilhelms-Universität Bonn (1906–1908). Er war Mitglied der Studentenverbindung Akademischer Juristenverein Bonn (heute: AV Rheno-Colonia Köln). Am 18. Mai 1910 wurde er nach dem bestandenen ersten juristischen Staatsexamen Gerichtsreferendar. Am 25. November 1912 wurde er an der Universität Greifswald mit der Dissertation Die Auslobung nach bürgerlichem Recht zum Dr. iur. promoviert. Im Oktober 1914 wurde er nach dem bestandenen zweiten juristischen Staatsexamen zum Regierungsassessor ernannt und dem Amtsgericht Koblenz zugewiesen. Von 1914 bis 1919 leistete er Kriegsdienst bei der Intendantur in Koblenz. Am 1. September 1919 wurde er Probejustiziar beim Landratsamt Daun, vom 26. Mai bis 30. Juli 1920 übernahm er vertretungsweise die Verwaltung des Landkreises Sankt Goar. Im März 1921 wechselte er zum Bezirksregierung Köln, bevor er im Juli 1921 beim Reichskommissar für die besetzten rheinischen Gebiete tätig wurde. Seine Ernennung zum Regierungsrat erhielt er in Köln am 31. Dezember 1921. Am 12. Januar 1924 wurde er kommissarischer Landrat des Landkreises Sankt Goar, dem am 12. Juli 1924 die definitive Ernennung folgte. Im September 1939 sollte er als Oberregierungsrat zurück zur Bezirksregierung Köln wechseln, was aber nach Ausbruch des Zweiten Weltkriegs nicht zustande kam. Von Juli 1940 bis September 1944 übernahm er zugleich die Verwaltung des Landratsamts des Landkreises Koblenz, ab 1942 in Vertretung des zum Kriegsdienst eingezogenen Hans Ballmaier. Statz blieb zum Einrücken der alliierten Truppen im März 1945 Landrat in Sankt Goar und wurde nachfolgend bis Dezember 1946 interniert. Seine formelle Verabschiedung in den Ruhestand erfolgte zum 1. Februar 1947.

## Familie
Karl Statz heiratete am 27. August 1914 in Unkel Luise geb. Hattingen (* 3. November 1887 in Oberwinter; † 16. März 1960 in Unkel), Tochter des Steinbruch- und Weingutbesitzers Heinrich Hattingen und dessen Ehefrau Anna Hattingen geb. Ballas.

## Politik
Karl Statz war Mitglied der Zentrumspartei.